# Cuité de Mamanguape
Cuité de Mamanguape är en kommun i Brasilien.   Den ligger i delstaten Paraíba, i den östra delen av landet, 1 700 km nordost om huvudstaden Brasília. Antalet invånare är 6 198.
Omgivningarna runt Cuité de Mamanguape är huvudsakligen savann. Runt Cuité de Mamanguape är det ganska tätbefolkat, med 86 invånare per kvadratkilometer.